# Johan Ernst Mowinckel
Johan Ernst Mowinckel, född 23 maj 1759 i Bergen, död där 26 mars 1816, var en norsk köpman och konsul. Han var farfars far till Johan Ludwig och Agnes Mowinckel samt farfars farfar till Sigmund Mowinckel.
Mowinckel, vars far 1740 invandrat från Hannover till Bergen, avlade gesällexamen 1776, var handelsförvaltare 1776–83 och erhöll burskap i staden 1784. Han startade handelshuset Mowinckel & Co, som under revolutions- och napoleonkrigen under tiden till 1807 gjorde stora förtjänster tack vare Danmark-Norges neutralitet. De europeiska storkrigen gav också Mowinckel och hans kollegor möjlighet till goda affärer. Mowinckel, som då var rysk vicekonsul, fick också goda förtjänster under åren 1800–02, då ett stort ryskt krigsfartyg befann sig i Bergen för reparationer. Åren 1805 och 1809 var han dessutom representant för Preussens konsul i Kristiansand och den franske generalkonsuln i samma stad. År 1811 utnämndes han till kejserlig fransk vicekonsul. 
De stora intäkterna Mowinckel hade under krigsåren intill 1814, gjorde att rörelsen, i motsats till många andra bergenska handelshus, inte hade några svårigheter att överleva efterkrigskrisen. Under senare år upptog Mowinckel sönerna Georg och Conrad i ledningen för firman, som vid faderns död fortsatte under samma namn.